# Кенжегузин, Марат Балгужевич
Марат Балгужевич Кенжегузин (30 мая 1939 — 24 июня 2006) — казахский ученый-экономист, доктор экономических наук, профессор, академик Международной экономической академии Евразии и Международной академии информатизации.

## Биография
Родился 30 мая 1939 в селе Благовещенка Джамбульского района Северо-Казахстанской области в семье Балгожы и Жамили Кенжегузиных.

## Образование
1947—1957 гг. Учился и окончил с золотой медалью Благовещенскую среднюю школу Джамбулского района Северо-Казахстанской области.
1957—1962 гг. Учился и окончил с отличием Московский институт народного хозяйства имени Г. В. Плеханова, получив квалификацию экономиста.
1962—1965 гг. Учился в аспирантуре Московского института народного хозяйства им. Г. В. Плеханова на кафедре «Экономическая кибернетика».
1967 г. защитил диссертацию на соискание ученой степени кандидата экономических наук в Московском институте народного хозяйства им. Г. В. Плеханова на тему «Экономико-математические задачи оптимизации размещения сельскохозяйственного производства (по материалам Северного Казахстана)», 19 января.
1970 г. ВАКом СССР утвержден в ученом звании старшего научного сотрудника по специальности «Математические методы в экономических исследованиях».
1982 г. в Ленинградском Научно-исследовательском институте экономики и организации сельскохозяйственного производства Нечернозёмной зоны РСФСР защитил диссертацию на соискание ученой степени доктора экономических наук на тему «Система комплексного обоснования развития и размещения сельскохозяйственного производства (методология построения и функционирования)» по специальности «Математические методы и применение вычислительной техники в экономических исследованиях, планировании и управлении народным хозяйством и его отраслями».
1989 г. Государственным комитетом СССР по народному образованию присвоено ученое звание профессора по кафедре «Экономический механизм хозяйствования».
1998 г. Избран действительным членом (академиком) Международной экономической академии Евразии.
2000 г. Избран действительным членом (академиком) Международной академии информатизации

## Трудовая деятельность
1957—1962 гг. — студент Московского ордена Трудового Красного Знамени института народного хозяйства им. Г. В. Плеханова.
1962—1965 гг. — аспирант Московского ордена Трудового Красного Знамени института народного хозяйства им. Г. В. Плеханова.
1965—1968 гг. — старший инженер-экономист, и. о.старшего научного сотрудника Научно-исследовательского экономического института при Госплане Казахской ССР.
1968—1979 гг. — заведующий отделом экономической кибернетики Казахского НИИ экономики и организации сельского хозяйства.
1979—1985 гг. — Директор Казахского филиала Всесоюзного Государственного проектно-технологического института по механизации учета и вычислительных работ ЦСУ СССР.
1985—1988 гг. — Проректор по учебной работе Республиканской высшей школы управления АПК.
1988—1994 гг. — Ректор Республиканской высшей школы управления АПК.
1994—1995 гг. — Проректор по науке Казахской государственной академии управления.
1995 г. — по 2005 г. — Директор Института экономики Министерства науки и высшего образования Республики Казахстан. Впервые в республике использовал экономико-математические методы и ЭВМ для моделирования основных параметров перспективного развития производства, размещения и оптимизации отраслевой структуры.
В 1995 г. назначен директором Института экономики НАН РК, где проработал до последних дней. Внес большой вклад в развитие экономической науки, в укрепление, развитие, повышение уровня научных исследований Института. Результаты исследований Института экономики были использованы при разработке Программы действий Правительства РК по углублению реформ на 1996—1998 годы. Подготовленные под руководством Кенжегузина и при его личном участии концепции государственной политики занятости и региональной политики были одобрены и утверждены Правительством.
М. Б. Кенжегузин принимал активное участие в решении актуальных социально-экономических проблем страны, являясь членом Высшего Экономического Совета при Президенте РК и членом Национального Совета по государственной политике при Президенте РК.
Большую известность Марату Кенжегузину принесли научные труды по проблемам макроэкономического регулирования, труда и занятости, формирования модернизированной системы национальных производительных сил, региональной политики, развития институтов рыночной экономики, фондового рынка, внешнеэкономической деятельности, неплатежей, преодоления последствий финансового кризиса, повышения действенности денежно-кредитной политики, децентрализации государственного управления, устойчивого развития и другие.

## Общественно-политическая и научная деятельность
1969—1978 гг. — член Всесоюзного научного совета «Оптимальное планирование и управление народным хозяйством» (Москва).
1976—1979 гг. — секретарь партийной организации Казахского НИИ экономики и организации сельского хозяйства.
1976—1981 гг. — заведующий внештатным отделом науки и учебных заведений Калининского райкома Компартии Казахстана.
1981—1989 гг. — председатель районного Совета учреждений науки, высших и средних специальных учебных заведений при Алатауском райкоме Компартии Казахстана.
1983—1986 гг. — член секции «Оптимальное планирование и управление народным хозяйством» Научного координационного Совета «Социально-экономическое развитие Казахской ССР» Академии наук Казахской ССР.
1985—1992 гг. — член Ученого совета СОПСа при Президиуме Академии наук Казахской ССР.
1987—1992 гг. — член специализированного совета по присуждению ученой степени кандидата экономических наук по специальностям 08.00.13 «Экономико-математические методы», 08.00.12 «Бухгалтерский учет, контроль и анализ хозяйственной деятельности» при Алма-Атинском институте народного хозяйства.
1988—1990 гг. — член Государственного агропромышленного комитета (Госагропрома) Казахской ССР.
1988—1993 гг. — председатель Совета ректоров высших учебных заведений по переподготовке и повышению квалификации руководящих кадров и специалистов народного хозяйства при Министерстве высшего и среднего специального образования Казахской ССР.
1989—1990 гг. — чтение лекций в Савойском университете (г. Анси, Франция).
1989—1990 гг. — член Президиума Научно-технического совета Госагропрома Казахской ССР.
1989—1992 гг. — эксперт секции планирования, социального и экономического развития АПК Научно-технического совета Госагропрома Казахской ССР.
1989—1992 гг. — руководитель Программы обучения руководящих кадров АПК Казахстана во Франции совместно с Савойским университетом (г. Анси, Франция).
1989—1994 гг. — член комиссий и рабочих групп по выработке концепций экономических реформ и их реализации в Казахстане при Правительстве РК.
1990—2005 гг. — член диссертационного совета по защите докторских и кандидатских диссертаций по специальностям 08.00.05 «Экономика и управление народным хозяйством», 08.00.01 «Политическая экономия» при Институте экономики Министерства науки и высшего образования РК, 08.00.10 «Финансы, денежное обращение и кредит», 08.00.30 «Экономика предпринимательства» при Казахской государственной академии управления.
1995—1997 гг. — член редакционной коллегии журнала «Народное хозяйство Казахстана».
1995—1998 гг. — член редакционной коллегии международного еженедельника «Азия — Экономика и жизнь».
1995 г. — руководитель секции международной конференции Межпарламентской Ассамблеей государств-участников Содружества независимых государств, посвященной экономическим реформам в странах СНГ (г. Санкт-Петербург, 17-18 октября).
1996 г. — участник делегации Казахстана в Международном семинаре по изучению опыта рыночных преобразований в Малайзии (г. Куала-Лумпур, август).
1996—1999 гг. — член Высшего экономического совета при Президенте Республики Казахстан.
1996—2006 гг. — член Отделения общественных и гуманитарных наук Академии наук РК.
1996—2006 гг. — зам. председателя диссертационного совета по защите докторских и кандидатских диссертаций при Институте экономики МОН РК.
1998 г. — член правительственной делегации во главе с Президентом РК Н. А. Назарбаевым в Румынии (20-22 сентября) и Итальянской Республике (22-24 сентября).
1999—2000 гг. — член Национального совета по государственной политике при Президенте РК.
2000 г. — по приглашению Правительства Японии в рамках программы «Opinion Leader» участвовал в работе круглых столов по различным экономическим проблемам в экономических центрах и институтах Токио и Киото.
2000 г. — по приглашению Правительства КНР посетил Пекин, где участвовал в международной конференции по проблемам современной экономики (май).
2000—2002 гг. — председатель Экспертного совета по экономическим наукам ВАК РК.
2002—2005 гг. — член Президиума ВАК РК.
2002—2006 гг. — член научно-экспертного совета при Межпарламентской Ассамблее Евразийского экономического сообщества.
2003—2006 гг. — член Секции общественных и гуманитарных наук Комиссии по Государственным премиям РК в области науки, техники и образования при Правительстве РК.
2004—2006 гг. — член Совета по устойчивому развитию Республики Казахстан при Правительстве РК.
2004—2006 гг. — член Научно-экспертного совета при Сенате Парламента РК.
2004—2006 гг. — член Координационного совета Торгово-промышленной палаты РК.
1999—2006 гг. — член редакционных коллегий журналов «Экономика и статистика», «Транзитная экономика», «Аналитик», «Труд в Казахстане», «Реформа» (Кыргызстан), член главной редакции «Казахской энциклопедии».
2004—2006 гг. — член редакционной коллегии серии книг Государственной программы «Мәдени мұра», главный редактор Издания «Экономика. Әлемдік классика» в 10 томах.

## Основные произведения
Опубликовано более 400 работ, в том числе 25 монографий:
1. Реформирование экономики Казахстана: проблемы и их решение. Под ред. М. Б. Кенжегузина. — Алматы, 1997 г. — 15 п.л.
2. Факторно-целевое регулирование экономики (концептуальные подходы) / М. Б. Кенжегузин, В. Ю. Додонов, С. А. Шевелев. — Алматы: Институт экономики, 1999. — 111 с.
3. Экономика Казахстана на пути преобразований.- Алматы: ИЭ МОН РК, 2001.- 484 с.
4. Рыночная экономика Казахстана: проблемы становления и развития. В двух томах. /Под ред. Кенжегузина М. Б. — Алматы, 2001. — 30 п.л.
5. Проблемы устойчивого экономического развития в условиях глобализации. В двух томах / Ответ. Ред. М. Б. Кенжегузин — Алматы, ИЭ МОН РК, 2003. — 35 п.л.
6. Децентрализация государственного управления М. Б. Кенжегузин, С. А. Абдулаев. — Алматы, 2003. — 144 с.
7. Тарифное регулирование газотранспортной системы / М. Б. Кенжегузин, Х. М. Измаилов. -Алматы, 2003. — 144 с.
8. Экономика Казахстана в условиях глобализации: механизм модернизации и функционирования. /Под ред. М. Б. Кенжегузина. — Алматы, ИЭ МОН РК. — 2005. −13,7 п.л.

## Награды
2002 г. — награждён нагрудным знаком «За заслуги в развитии науки Казахстана»
2004 г. - награждён Дипломом и Орденом отличия Кембриджского Международного биографического центра за заслуги в развитии теории и практики экономических реформ.
2005 г. — награждён орденом «Құрмет».
2006 г. — награждён юбилейной медалью «Қазақстан Республикасының Парламентін 10 жыл»
2007 г. — лауреат премии имени Чокана Валиханова II степени.